# برنيس بيجو
برنيس بيجو (بالفرنسية: Bérénice Bejo)‏ (مواليد 7 يوليو 1976 في بوينس آيرس، الأرجنتين) هي ممثلة أرجنتينية بدأت مسيرتها الفنية عام 1993.

## الأعمال

### أفلام
- الفنان
- أسطورة مريدا
- الماضي

## روابط خارجية
- برنيس بيجو على موقع IMDb (الإنجليزية)
- برنيس بيجو على موقع ميتاكريتيك (الإنجليزية)
- برنيس بيجو على موقع قاعدة بيانات الأفلام العربية
- برنيس بيجو على موقع قاعدة بيانات الأفلام العربية
- برنيس بيجو على موقع ألو سيني (الفرنسية)
- برنيس بيجو على موقع تيرنر كلاسيك موفيز (الإنجليزية)
- برنيس بيجو على موقع أول موفي (الإنجليزية)
- برنيس بيجو على موقع قاعدة بيانات الأفلام السويدية (السويدية)
- برنيس بيجو على موقع إن إن دي بي (الإنجليزية)
- برنيس بيجو على موقع قاعدة بيانات الفيلم (الإنجليزية)
- برنيس بيجو على موقع Charlie Rose